# Quarteira
Quarteira é uma cidade portuguesa do Município de Loulé com 16 138 habitantes (censo de 2021). É sede da Freguesia de Quarteira, que tem 38,16 km² de área e 24 420 habitantes (censo de 2021), tendo, por isso, uma densidade populacional de 639,9 hab./km².
A povoação de Quarteira foi primeiro elevada à categoria de vila em 1984 e, em 1999-06-24, foi elevada à categoria de cidade.
A freguesia foi criada pela Lei nº 476, de 25/01/1916, com lugares das freguesias de S. Sebastião e São Clemente.
A Paróquia Civil de Quarteira, atualmente freguesia, foi criada em 1916, por intermédio do deputado algarvio Dr. José Maria de Pádua, que apresentou o projecto em 1914 na Assembleia da República. Anos mais tarde, foi elevada a vila a 28 de junho de 1984 , através da Lei nº 52/99, de 24 de junho, e a cidade a 13 de maio de 1999.

## Demografia
A população registada nos censos foi:
| Distribuição da População por Grupos Etários | Distribuição da População por Grupos Etários | Distribuição da População por Grupos Etários | Distribuição da População por Grupos Etários | Distribuição da População por Grupos Etários |
| -------------------------------------------- | -------------------------------------------- | -------------------------------------------- | -------------------------------------------- | -------------------------------------------- |
| Ano                                          | 0-14 Anos                                    | 15-24 Anos                                   | 25-64 Anos                                   | > 65 Anos                                    |
| 2001                                         | 2819                                         | 2441                                         | 9083                                         | 1786                                         |
| 2011                                         | 3425                                         | 2521                                         | 12809                                        | 3043                                         |
| 2021                                         | 3315                                         | 2513                                         | 13644                                        | 4948                                         |

## Património
- Ruínas romanas do Cerro da Vila[11]
- Farol de Vilamoura

## Turismo
Tem 2 km de praia com bandeira azul. Tornou-se destino de férias populares a partir da década de 1960, principalmente devido ao seu extenso areal e clima único. Mais tarde surge Vilamoura, que é considerada como um destino turístico com grande potencial para apreciadores do golfe e dos desportos náuticos, como o jet ski, a vela, o windsurf, o mergulho e a pesca.
No que toca à gastronomia, encontram-se em Quarteira diversos restaurantes, que dão a conhecer peixe e marisco.
Entre as atrações turísticas, além da extensa praia de Quarteira, está o aquashow, parque aquático que existe há mais de duas décadas e que fica localizado mesmo na entrada de Quarteira, junto à EN 396.

## Personalidades ilustres
- Manuel de Brito Pardal (1916-1984) - Pescador e poeta

## Clubes e Associações
- Quarpesca, Associação dos Armadores e Pescadores de Quarteira: é uma associação que representa os pescadores de Quarteira criada com o intuito de representar a comunidade e desenvolver o setor na região. Destaca-se pelo papel importante que teve na construção do porto de pesca de Quarteira e seu desenvolvimento. Organiza anualmente, em parceria com a Câmara Municipal de Loulé e com a junta de freguesia de Quarteira a Festa do Pescador que se realiza regularmente em fins de maio e princípios de junho. Aqui se podem provar os mais variados produtos oriundos do mar bem como desfrutar de uma demonstração da pesca que se fazia antigamente através da arte da lavada.

- Policromia Associação Cultural
- Clube de Basquete "Os Tubarões"
- Asas da Cidade (Bmx)
- CDQ- Centro Desportivo de Quarteira (Atletismo)
- Quarteirense (Futebol e Petanca)
- Quarteira Sport Clube (Futebol)
- CHECUL (Futsal)(Futebol)
- Corpo Nacional de Escutas - Agrupamento De Escuteiros - 1052

Dinamika - (A Associação Dinamika engloba vários projectos entre os quais estão o projecto "Boa Onda", "QSP- Quarteira Surf Project", "Quarteira Activa", entre outros.)
- U.S.A.- União Sónica do Algarve - Associação sem fins lucrativos, que organiza vários concertos/eventos por ano no município, inclusive o Quarteira Rock Fest! (por onde já passaram os Parkinsons, Jim Jones Revue, The Urges, The Fleshtones entre outros).
- Xávega, Associação para o Desenvolvimento Cultural de Quarteira, é uma associação sem fins lucrativos, que desenvolve várias secções e atividades: Artes de Palco, Companhia de Teatro, Grupo Juvenil de Teatro, Bailado (Clássico, Contemporâneo, Sapateado, Street Dance) Grupo de Percussão, Folclore (Rancho Folclórico), Canto, Jograis, Animação de Ruas e Formação (Formação Teatral, Colóquios e Conferências)
- Quarteira Futsal Clube

Destaca-se a atuação do Grupo de Bailado no Dance World Cup, disputado em Inglaterra, onde alcançaram as dançarinas Juniores dois quintos lugares nas suas categorias Sapateado Irlandês e Dança de Carácter) 
A Associação da Apromar promove as marchas dos santos populares anualmente no mês de Junho nas festas de Santo António, São João e São Pedro, onde acontece várias exibições e desfiles das marchas de Grupos e de Ruas, no glorioso Calçadão junto ao mar, elevando o nome de Quarteira ao mais alto nível de festas tradicionais.